# Xã Alton, Quận Waseca, Minnesota
Xã Alton (tiếng Anh: Alton Township) là một xã thuộc quận Waseca, tiểu bang Minnesota, Hoa Kỳ. Năm 2010, dân số của xã này là 434 người.